# Immenstedt
Immenstedt (danès Immingsted) és una ciutat del districte de Nordfriesland, dins l'Amt Viöl, a l'estat alemany de Slesvig-Holstein. Es troba a 10 kilòmetres al nord-est de Husum. El 2022 tenia 671 habitants.